# Arconcillos
Arconcillos es una localidad perteneciente al municipio de Arcones, en la provincia de Segovia, comunidad autónoma de Castilla y León, España.
En 2018 contaba con 14 habitantes.

## Toponimia
El diminutivo se debe a que es un barrio de Arcones más pequeño que él.

## Demografía
| 26            | 26 | 28 | 26 | 22 | 29 | 28 | 19 | 17 | 14 | 11 | 9 |
| (Fuente: INE) |    |    |    |    |    |    |    |    |    |    |   |

## Cultura

### Patrimonio
- Abrevadero antiguo;
- Cercas de piedra que actúan de separación histórica de terrenos, son una seña de identidad de la zona, en desaparición tras la concentración parcelaria.[1]